# Latvijas PSR čempionāts futbolā 1982
L'edizione 1982 del massimo campionato di calcio lettone fu la 38ª come competizione della Repubblica Socialista Sovietica Lettone; il titolo fu vinto dal Elektrons Rīga, giunto al suo terzo titolo.

## Formato
Il campionato era diviso in due fasi: nella prima si giocarono due gironi da otto squadre ciascuno, che si incontrarono in turni di andata e ritorno per un totale di 14 incontri.
Nella seconda fase fu stilata un'unica classifica, anche se di fatto si disputarono due differenti gironi: in uno le prime quattro di ciascuno dei due gironi della prima fase, nel secondo le ultime quattro degli stessi gironi; i punteggi della prima fase furono sommati a quelli della seconda fase.
In entrambe le fasi furono assegnati 2 punti alla vittoria, 1 al pareggio e 0 alla sconfitta.

## Prima fase

### Classifica finale - Girone A
| Pos. | Squadra               | Pt | G  | V  | N | P  | GF | GS | DR  |
| ---- | --------------------- | -- | -- | -- | - | -- | -- | -- | --- |
| 1.   | Elektrons Rīga        | 25 | 14 | 11 | 3 | 0  | 24 | 2  | +22 |
| 2.   | VEF Riga              | 22 | 14 | 10 | 2 | 2  | 42 | 11 | +31 |
| 3.   | Enerģija Rīga         | 19 | 14 | 8  | 3 | 3  | 22 | 9  | +13 |
| 4.   | Jūrnieks              | 17 | 14 | 7  | 3 | 4  | 22 | 11 | +11 |
| 5.   | Automobīlists Jelgava | 8  | 14 | 2  | 4 | 8  | 12 | 29 | -17 |
| 6.   | Sarkanais Metalurgs   | 8  | 14 | 3  | 2 | 9  | 7  | 30 | -23 |
| 7.   | Starts                | 7  | 14 | 2  | 3 | 9  | 8  | 29 | -21 |
| 8.   | Venta                 | 6  | 14 | 2  | 2 | 10 | 17 | 33 | -16 |

### Classifica finale - Girone B
| Pos. | Squadra            | Pt | G  | V  | N | P  | GF | GS | DR  |
| ---- | ------------------ | -- | -- | -- | - | -- | -- | -- | --- |
| 1.   | Celtnieks Rīga     | 23 | 14 | 10 | 3 | 1  | 34 | 9  | +25 |
| 2.   | Gauja Valmiera     | 18 | 14 | 7  | 4 | 3  | 28 | 13 | +15 |
| 3.   | Ķīmiķis            | 18 | 14 | 8  | 2 | 4  | 28 | 14 | +14 |
| 4.   | Ostinieks Riga     | 13 | 14 | 5  | 3 | 6  | 25 | 30 | -5  |
| 5.   | Progress Rīga      | 12 | 14 | 4  | 4 | 6  | 23 | 23 | +0  |
| 6.   | Torpedo Riga       | 12 | 14 | 3  | 6 | 5  | 14 | 15 | -1  |
| 7.   | RPI Riga           | 8  | 14 | 4  | 0 | 10 | 16 | 32 | -16 |
| 8.   | Radiotehnikis Riga | 8  | 14 | 3  | 9 | 10 | 14 | 46 | -32 |

## Seconda fase

### Classifica finale
|                        | Pos. | Squadra               | Pt | G  | V  | N | P  | GF | GS | DR  |
| ---------------------- | ---- | --------------------- | -- | -- | -- | - | -- | -- | -- | --- |
| RSS Lettone (bandiera) | 1.   | Elektrons Rīga        | 38 | 22 | 16 | 6 | 0  | 34 | 5  | +29 |
|                        | 2.   | VEF Riga              | 35 | 22 | 16 | 3 | 3  | 58 | 14 | +44 |
|                        | 3.   | Celtnieks Rīga        | 34 | 22 | 14 | 6 | 2  | 45 | 14 | +31 |
|                        | 4.   | Enerģija Rīga         | 28 | 22 | 12 | 4 | 6  | 36 | 19 | +17 |
|                        | 5.   | Gauja Valmiera        | 26 | 22 | 10 | 6 | 6  | 42 | 26 | +16 |
|                        | 6.   | Ķīmiķis               | 21 | 22 | 9  | 3 | 10 | 36 | 29 | +7  |
|                        | 7.   | Jūrnieks              | 21 | 22 | 8  | 5 | 9  | 32 | 33 | -1  |
|                        | 8.   | Ostinieks Riga        | 16 | 22 | 6  | 4 | 12 | 30 | 48 | -18 |
|                        | 9.   | Torpedo Riga          | 25 | 22 | 8  | 9 | 5  | 28 | 22 | +6  |
|                        | 10.  | RPI Rīga              | 21 | 22 | 10 | 1 | 11 | 31 | 40 | -9  |
|                        | 11.  | Progress Rīga         | 20 | 22 | 7  | 6 | 9  | 48 | 43 | +5  |
|                        | 12.  | Automobīlists Jelgava | 18 | 22 | 6  | 6 | 10 | 27 | 39 | -8  |
|                        | 13.  | Sarkanais Metalurgs   | 16 | 22 | 6  | 4 | 12 | 27 | 41 | -14 |
|                        | 14.  | Venta                 | 14 | 22 | 5  | 4 | 13 | 29 | 43 | -14 |
|                        | 15.  | Starts                | 9  | 22 | 4  | 3 | 15 | 18 | 54 | -36 |
|                        | 16.  | Radiotehnikis Rīga    | 8  | 22 | 3  | 2 | 17 | 19 | 70 | -51 |